# Rumic World
Rumic World (るーみっくわーるど?, Rūmikku Wārudo) è una raccolta in tre volumi di storie brevi a fumetti scritte e disegnate da Rumiko Takahashi.

## Storia editoriale
Le quindici storie contenute sono state originariamente pubblicate fra il 1978 ed il 1984 su varie riviste con diversi target, ma tutte pubblicate della casa editrice Shogakukan, che le ha poi raccolte in tre volumi; in Italia Rumic World è stato pubblicato dalla Star Comics del 1997 sui numeri 33, 34 e 35 della collana Storie di Kappa. In Giappone è stata successivamente pubblicata anche una seconda edizione della miniserie,  (【保存版】るーみっくわーるど 高橋留美子傑作短編集?, Hozonban Rūmikku Wārudo Takahashi Rumiko Kessaku Tampenshū), composta soltanto di due volumi con le storie brevi inserite in ordine cronologico di pubblicazione su rivista.

## Volumi
| Nº | Titolo italiano Giapponese 「Kanji」 - Rōmaji | Data di prima pubblicazione       | Data di prima pubblicazione |
| Nº | Titolo italiano Giapponese 「Kanji」 - Rōmaji | Giapponese                        | Italiano                    |
| 1  | Rumic World 1 「るーみっくわーるど 1」 - Rūmikku Wārudo 1 | Maggio 1984 ISBN 978-4091218513   | 1º giugno 1997              |
| 1  | Capitoli - Oltre le fiamme (炎トリッパー?, Honō Torippā), letteralmente La viaggiatrice delle fiamme, pubblicato su rivista nell'agosto 1983, pubblicato in Italia per la prima volta nel 1991 da Granata Press. - Due occhi nel buio (闇をかけるまなざし?, Yami wo kakeru manazashi), pubblicato su rivista nell'agosto 1982. - Il bersaglio che ride (笑う標的?, Warau hyōteki), pubblicato su rivista nel febbraio 1983, pubblicato in Italia per la prima volta nel 1991 da Granata Press. - Il sonno della memoria (笑えて眠れ?, Wasurete nemure), letteralmente Dimentica e dormi, pubblicato su rivista nel gennaio 1984. |                                   |                             |
| 2  | Rumic World 2 「るーみっくわーるど 2」 - Rūmikku Wārudo 2 | Agosto 1984 ISBN 978-4091218520   | 1º luglio 1997              |
| 2  | Capitoli - Sengoku Club (戦国生徒会?, Sengoku Sitokai), letteralmente Congresso studentesco di un paese in guerra, pubblicato su rivista nel febbraio 1982. - Gente egoista (勝手なやつら?, Katte na yatsura), letteralmente Gente capricciosa, pubblicato su rivista nel luglio 1978. - The Supergirl (ザ・超女?, Za Sūpāgyaru/Chōjo), pubblicato su rivista nell'ottobre 1980 e pubblicato in Italia per la prima volta nel 1993 da Granata Press con il titolo Supergal. - Gold Finger - Gli dei della fortuna (黄金の貧乏神?, Gōrudo Hingā/Ōgon no bimbōgami), letteralmente Il dio d'oro dei poveri, pubblicato su rivista nel settembre 1978. - Il buco in pancia (腹はらホール?, Hara hara hōru ), letteralmente Pancia mia fatti capanna, pubblicato su rivista nell'agosto 1978. - Ridi, Helpman (笑え！ヘルプマン?, Warae! Herupuman), pubblicato su rivista nel settembre 1981. - Facial Pack (われら顔面仲間?, Warera Feisharu Pakku/Gammen Nakama), letteralmente Compagni di facce, pubblicato su rivista nel giugno 1984. |                                   |                             |
| 3  | Rumic World 3 「るーみっくわーるど 3」 - Rūmikku Wārudo 3 | Febbraio 1985 ISBN 978-4091218537 | 1º agosto 1997              |
| 3  | Capitoli - In coppia (ふうふ?, Fūfu), pubblicato su rivista nell'ottobre 1980. - Min, mostro di un gatto (怪猫・明?, Kaibyō Min), pubblicato su rivista nell'aprile 1981. - Spirito commerciale (商魂?, Shōkon), pubblicato su rivista nel dicembre 1980. - Dust Spurt (ダストスパート！！?, Dasuto Supāto), pubblicato su rivista in cinque capitoli da maggio a settembre 1979. |                                   |                             |

## OAV
Negli anni Ottanta, furono realizzati dallo Studio Pierrot tre OAV tratti da tre delle storie della raccolta. L'edizione italiana ha avuto due uscite, dalla Granata Press nel 1994, con il solo primo e terzo titolo editi con il nome Rumic World e la direzione del doppiaggio e i dialoghi sono a cura di Fabrizio Mazzotta, e una seconda successiva nel 1998 dalla PolyGram Italy, con nuovo doppiaggio a cura di Raffaele Farina, ma comprendente tutti e tre i titoli sotto il titolo Rumik World.
| Nº | Titolo italiano Giapponese 「Kanji」 - Rōmaji                         | In onda          | In onda |
| Nº | Titolo italiano Giapponese 「Kanji」 - Rōmaji                         | Giapponese       |         |
| 1  | Oltre le fiamme 「炎トリッパー」 - Honō Torippā                       | 16 dicembre 1985 |         |
| 2  | Maris the Wondergirl 「ザ・超女」 - Za Sūpāgyaru                      | 21 maggio 1986   |         |
| 3  | Il bersaglio che ride/La sposa demoniaca 「笑う標的」 - Warau hyōteki | 21 marzo 1987    |         |